# مسلم بهادری
مسلم بهادری (۱ بهمن ۱۳۰۵  – ۱ اردیبهشت ۱۴۰۱)،  از استادان نامدار و پیشکسوتان پزشکی ‌نوین در ایران بود.
بهادری پزشکی را در دانشکده پزشکی دانشگاه تهران آموخت و سپس در همان دانشگاه، تخصص آسیب شناسی گرفت. سپس به انگلستان رفت و دوره دانش افزایی را در «رشته آسیب شناسی بیماری‌های قلب و ریه» گذراند. آنگاه به تهران بازگشت و در جوانی به جایگاه استادی کامل دانشگاه تهران رسید. وی مدتی را نیز در دانشگاه کالیفرنیا به تدریس گذراند. کتابخانه دانشکده پزشکی دانشگاه علوم پزشکی تهران به افتخار او کتابخانه بهادری نامگذاری شده است.
مسلم بهادری استاد ممتاز دانشگاه تهران بود و ریاست فرهنگستان علوم پزشکی در بخش دانش‌های بنیادین (علوم پایه) را بر عهده داشت.
وی در سال ۱۳۹۷ زمینی به مساحت تقریبی ۱۷۰۰۰ متر مربع برای احداث مرکز درمانی و خدماتی در منطقه افشره تنکابن وقف کرد. او همچنین عموی بنیامین بهادری، خواننده و آهنگساز ایرانی بود

## تخصص
- متخصص پاتولوژی از دانشگاه تهران - ۱۳۳۳ خورشیدی
- فوق تخصص پاتولوژی قلب و ریه از دانشگاه ویلز کاردیف انگلیس - ۱۳۳۸ خورشیدی

## سمت‌ها
- استاد ممتاز دانشگاه علوم پزشکی تهران
- رئیس افتخاری آزمایشگاه آسیب شناسی مرکزی ایران
- استاد مدعو دانشگاه علوم پزشکی شهید بهشتی
- رئیس دفتر ارتباط با دانش آموختگان دانشگاه علوم پزشکی تهران
- رئیس گروه علوم بنیادین (پایه) فرهنگستان علوم پزشکی

## سوابق علمی و اجرایی
- مدیر آموزش آسیب شناسی دانشگاه تهران
- معاون دانشکده پزشکی دانشگاه تهران
- مؤسس آزمایشگاه‌های آسیب شناسی بیمارستان‌های دانشکده پزشکی
- ریاست آزمایشگاه بیمارستان سینا
- رئیس سازمان سنجش آموزش کشور
- دبیر شورای آموزش پزشکی و تخصصی
- معاون وزیر علوم و آموزش عالی
- عضو شورای عالی و شورای علمی مرکز تحقیقات سل و بیماری‌های ریوی
- سرپرست آزمایشگاه مرکزی دانشکده پزشکی دانشگاه تهران
- عضو هیئت ممتحنه امتحانات و ارزشیابی دانشنامه و گواهینامه رشته آسیب شناسی وزارت بهداشت درمان و آموزش پزشکی
- مشاور رئیس دانشگاه علوم پزشکی تهران
- رئیس دانشکده پزشکی دانشگاه علوم پزشکی تهران
- عضو کمیته ایجاد شبکه تندرستی و تربیت بهورز (۱۳۵۲ تا ۱۳۵۴)
- عضو کمیته‌های سیاست گزاری و برنامه‌ریزی سلامت در وزارتخانه‌های علوم و بهداشت
- رئیس کمیته بازنگری برنامه‌های تخصصی آسیب‌شناسی
- معاون کمیته تخصصی شورای آموزش پزشکی در تدوین برنامه‌های رشته‌های تخصصی پزشکی
- عضو شورای تعیین قطب‌های علمی و پژوهشی وزارت بهداشت
- عضو شورای عالی اخلاق پزشکی وزارت بهداشت
- عضو شورای سیاست گزاری دوره‌های تخصصی-تکمیلی وزارت بهداشت
- عضو هیئت تحریریه چندین مجله علمی داخلی و خارجی
- عضو شورای سیاست گزاری دوره‌های تخصصی-تکمیلی وزارت بهداشت
- دبیر کمیته سیاست گزاری رشته آسیب شناسی وزارت بهداشت

## آثار علمی و تالیفات
- تألیف ۱۵ کتاب
- ترجمه ۷۰ کتاب
- ترجمه ۷۰ مقاله در نشریات فارسی
- ترجمه ۵۰ مقاله در نشریات بین‌المللی

## تقدیر نامه‌ها
- دو جایزه بهترین تالیف کتاب درسی(۱۳۴۶ و ۱۳۶۹) از مقامات عالیه کشور از جمله ریاست جمهوری ایران
- جایزه پژوهشی درباره مدل حیوانی سارکوئیدوزیس
- معرفی کننده یک نوع ضایعه خاص ریوی و اخذ بالاترین جایزه بهترین پژوهش و پژوهشگر در این زمینه
- دریافت نشان درجه اول دانش از مقام ریاست جمهوری
- جایزه پزشک برگزیده سال از طرف سازمان نظام پزشکی
- جایزه بهترین استاد دانشگاه از طرف جهاد دانشگاهی
- جایزه استاد نمونه در چهارمین کنفرانس تجلیل از اساتید پزشکی
- برگزیده پنجمین دوره جایزه علمی علامه طباطبایی بنیاد ملی نخبگان